# Goran Dragić
Goran Dragić (Lubiana, 6 maggio 1986) è un ex cestista sloveno, di origini serbe, di ruolo playmaker o guardia, professionista nella NBA.
Ha vinto il premio di NBA Most Improved Player nel 2014, nello stesso anno è stato selezionato nell'All-NBA Third Team e nel 2018 ha partecipato all'NBA All-Star Game. Con la Nazionale slovena ha vinto il FIBA EuroBasket 2017, venendo nominato anche MVP del torneo.

## Biografia
È fratello di Zoran Dragić, anch'egli cestista con cui ha giocato in NBA nei Phoenix Suns e nei Miami Heat nella stagione 2014-2015 oltre che in Nazionale.

## Carriera

### Esordi
Cresciuto nell'Ilirija Ljubljana, con cui ha esordito nel campionato sloveno nel 2003, nel 2004 è stato acquistato dallo Slovan Lubiana. Ha così potuto giocare nella Adriatic League, con 27 presenze nella stagione dell'esordio e 26 nella seconda stagione.

### Murcia e Olimpia Lubiana
Nel 2006-07 è stato acquistato dal Tau Vitoria, ma è rimasto allo Slovan finché un tribunale non gli ha permesso di giocare all'estero. Al suo arrivo in Spagna, è stato girato in prestito al Polaris World Murcia, con cui ha disputato 27 partite con una media di 4,6 punti.
Nel 2007 ha giocato agli Europei in Spagna. Nello stesso anno torna in Slovenia, acquistato dall'Olimpia Lubiana.

### NBA (2008-2023)

#### Phoenix Suns (2008-2011)

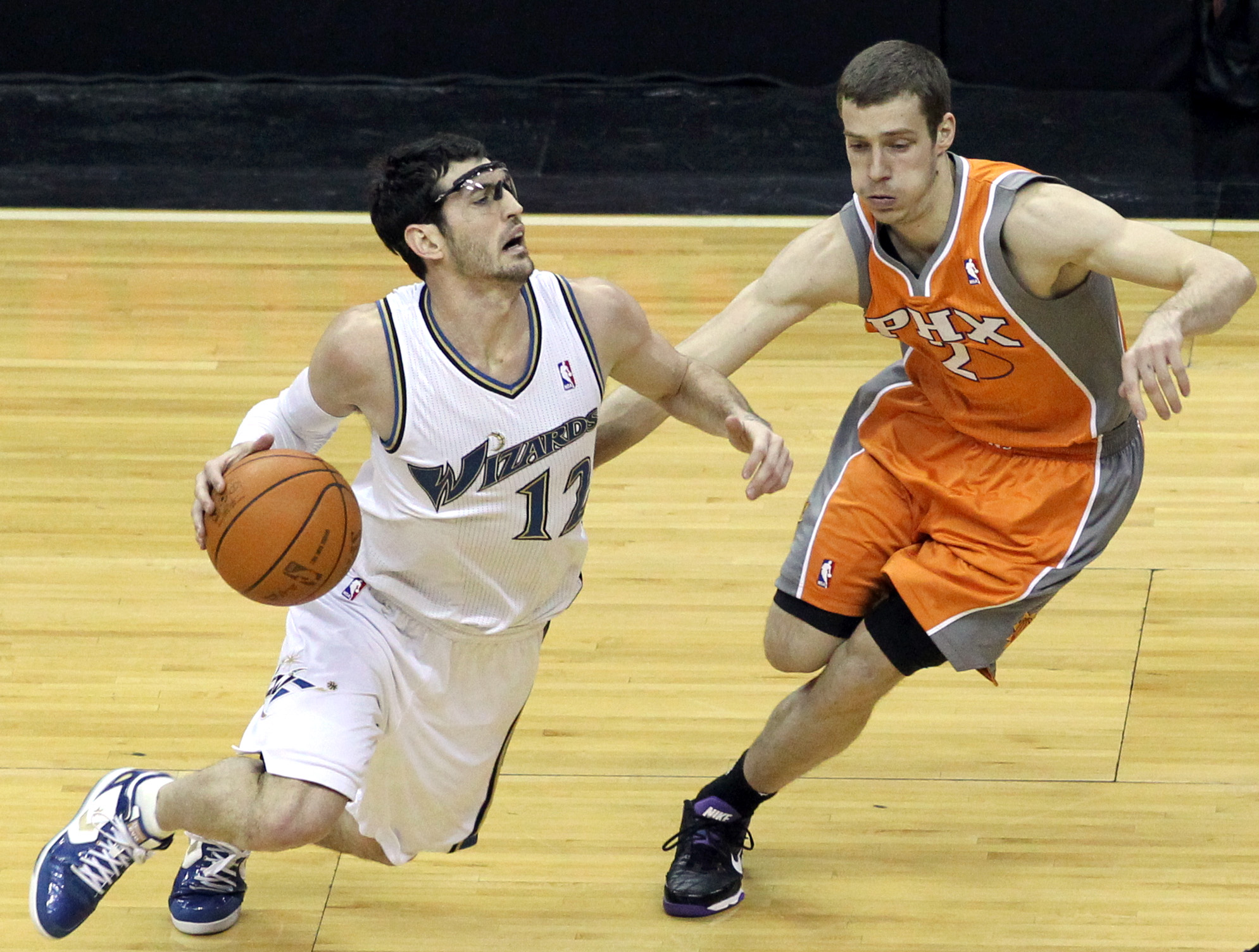
Goran Dragić (destra) con la canotta dei Suns in azione contro Kirk Hinrich (sinistra), all'epoca dei Washington Wizards

Nel 2008 si dichiara eleggibile al draft NBA; il 26 giugno viene scelto al secondo giro con la 45ª scelta assoluta dai San Antonio Spurs, che cedono immediatamente i suoi diritti ai Phoenix Suns in cambio dei diritti su Malik Hairston. Il 22 settembre 2008 i Suns, dopo aver raggiunto un accordo con il Tau Ceramica, lo firmano ufficialmente. Chiude la sua prima stagione in Arizona con 4,5 punti, 1,8 rimbalzi e 2 assist di media in poco più di 13 minuti a partita.
La stagione successiva è impiegato stabilmente come riserva del playmaker titolare dei Suns Steve Nash, riuscendo comunque a disputare 80 partite con 7,9 punti, 3,0 assist e 1,8 rimbalzi in 18 minuti di media. Il 25 gennaio 2010, contro gli Utah Jazz, fa registrare un career high di 32 punti. Alla fine della stagione regolare si qualifica per la prima volta ai playoff: al secondo turno, in gara-3 contro gli Spurs, lo sloveno è assoluto protagonista della vittoria dei Suns con 26 punti, 10/13 dal campo (5/5 da tre), tutto in meno di 18 minuti.

#### Houston Rockets (2011-2012)

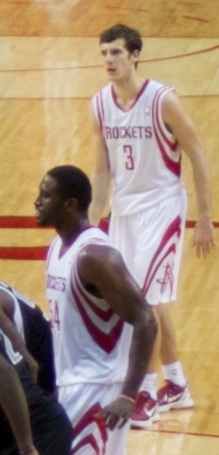
Dragić agli Houston Rockets. Davanti a lui Patrick Patterson

Il 24 febbraio 2011 viene ceduto insieme ad una prima scelta protetta agli Houston Rockets in cambio di Aaron Brooks. L'11 aprile 2011, contro i Minnesota Timberwolves, realizza la sua prima tripla doppia con 11 punti, 11 assist e 11 rimbalzi in 45 minuti.
Durante il lockout 2011-12 firma con il Caja Laboral, con cui gioca due partite.
L'8 dicembre viene ceduto ai New Orleans Hornets in una trade che coinvolgeva anche i Los Angeles Lakers nel maxiscambio che avrebbe portato il playmaker Chris Paul a vestire proprio i colori dei Lakers, ma l'affare viene annullato poco dopo dal commissario NBA David Stern.
Alla fine del lockout fa ritorno ai Rockets. Nella sua seconda stagione a Houston viene impiegato soprattutto come riserva di Kyle Lowry. Il 9 aprile 2012, lo sloveno viene nominato giocatore della settimana della Western Conference.

#### Ritorno ai Phoenix Suns (2012-2015)
Il 19 luglio 2012, rimasto free agent, firma un contratto quadriennale a 30 milioni di dollari con i Phoenix Suns, facendo così ritorno in Arizona. Il 19 febbraio 2013 realizza un career-high di 18 assist che, uniti a 14 punti, aiuta i Suns a sconfiggere i Portland Trail Blazers. Il 24 marzo 2013 sfiora la tripla doppia realizzando 31 punti, 12 assist e 9 rimbalzi contro i Brooklyn Nets. Nonostante i suoi netti miglioramenti i Suns chiudono con un record di 25-57, mancando i playoff.
Dopo l'acquisizione di Eric Bledsoe dai Los Angeles Clippers, Dragić viene spostato al ruolo di guardia in modo da essere messo in condizione di non dover continuamente distribuire assist ai compagni. Nella sua prima partita nel nuovo ruolo realizza 26 punti e 9 assist, aiutando la sua squadra a sconfiggere i Portland Trail Blazers. Il 27 novembre 2013 si rende protagonista di un'altra grande prestazione contro i Portland Trail Blazers contro il quale realizza una doppia doppia di 31 punti e 10 assist in cui i Suns hanno di nuovo vinto per 120-106. Il 2 gennaio 2014 realizza 33 punti nella sconfitta per 99-91 contro i Memphis Grizzlies. Il 3 febbraio 2014 viene nominato per la seconda volta in carriera giocatore della settimana della Western Conference. L'8 febbraio 2014 realizza, con soli 13 tiri tentati, un nuovo career-high di 34 punti. Il 23 febbraio 2014 realizza un nuovo career-high di 35 punti, insieme a 3 assist e 3 palle rubate contro gli Houston Rockets. Il 28 febbraio 2014 realizza il suo quarto career-high in meno di due mesi, realizzando 40 punti, insieme a 5 assist e 3 rimbalzi, contro i New Orleans Pelicans. È diventato il primo giocatore dai tempi di Rod Strickland a realizzare tre career-high in punti nello stesso mese. È inoltre diventato il sesto giocatore dopo il suo allenatore Jeff Hornacek, Dražen Petrović, Dirk Nowitzki, LeBron James e Kevin Durant a entrare a far parte del club 20-50-40, avendo una media di più di 20 punti a partita, tirando con più del 50% dal campo e con più del 40% da tre punti. Grazie alla coppia formata da Dragić e Bledsoe i Suns hanno lottato a lungo per i playoff, per poi perderli in favore dei Memphis Grizzlies. Il 23 aprile 2014 vince il premio Most Improved Player. Il 4 giugno 2014 viene inserito nell'All-NBA Third Team insieme a Damian Lillard, Paul George, LaMarcus Aldridge e Al Jefferson.
Il 25 settembre 2014 viene raggiunto a Phoenix da suo fratello Zoran.

#### Miami Heat (2015-2021)
Il 19 febbraio 2015 viene ceduto insieme al fratello Zoran ai Miami Heat in una trade che ha coinvolto anche i New Orleans Pelicans. Debutta con la nuova maglia due giorni dopo, mettendo a referto 12 punti e 3 rimbalzi contro i New Orleans Pelicans. Con gli Heat è sin da subito titolare nelle rotazioni del coach Erik Spoelstra, chiudendo la stagione con 16,6 punti e 5,3 assist di media a partita con la maglia degli Heat, che comunque hanno vissuto una stagione con 25 vittorie e 57 sconfitte rimanendo estromessi dai playoffs.
Il 2 luglio 2015 rinnova il suo contratto con gli Heat, firmando un quinquennale da 90 milioni di dollari. Il 1º febbraio 2018 viene selezionato per giocare all'All Star Game al posto dell'infortunato Kevin Love. Nella stagione 2018-2019 subisce un infortunio al ginocchio in dicembre che, dopo averlo costretto a operarsi, lo tiene fuori fino a febbraio.

#### Toronto Raptors (2021-2022)
Il 6 agosto 2021 viene ceduto ai Toronto Raptors.

#### Brooklyn Nets (2022)
Il 21 febbraio 2022 firma con i Brooklyn Nets, dove ritrova sulla panchina Steve Nash, suo ex compagno ai Suns, qui disputerà discrete partite mai i Nets verranno eliminati ai playoff 4-0 al primo turno contro i Celtics.

#### Chicago Bulls (2022-2023)
Il 3 luglio 2022 firma con i Chicago Bulls. Nei primi mesi registra buone percentuali, nei mesi di gennaio e febbraio trova meno spazio e infine verrà rilasciato dai Bulls.

#### Milwaukee Bucks (2023)
il 4 marzo 2023 firma con i Milwaukee Bucks, non trova molto spazio ma qui ha la possibilità di lottare per il titolo. I Bucks verranno eliminati al primo turno per 4-1 dai Miami Heat. A fine stagione Dragic non rinnoverà il contratto diventando così fee agent.

### Nazionale

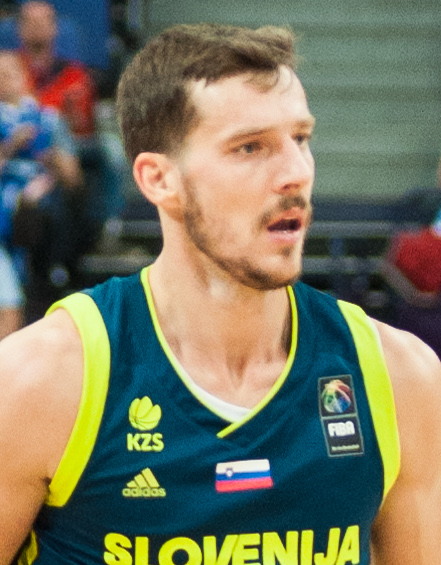
Dragić nel vittorioso Europeo 2017 contro la

Tra il 2004 e il 2005 ha militato con le nazionali giovanili slovene, disputando gli Europei Under-20 in entrambi gli anni. Nell'Europeo under-20 del 2004 ha vinto la medaglia d'oro battendo per 66-61 in finale Israele.
Nel 2006 ha esordito nella nazionale slovena, con cui ha partecipato ai Mondiali 2006, senza scendere in campo ed ai Mondiali 2010 e 2014. Dragić ha fatto parte anche della spedizione slovena agli europei del 2007, 2009, 2011, 2013 e 2017, edizione quest'ultima che viene vinta proprio dalla sua nazionale ed in cui viene nominato mvp del torneo. Al termine della manifestazione ha lasciato la nazionale slovena. Tornerà poi in nazionale, segnando anche 11 punti nell'amichevole contro l'Italia a Trieste, il 25 giugno 2022.

## Caratteristiche tecniche
Alto 193 cm, mancino, gioca come playmaker, ma può essere adattato anche al ruolo di guardia. È bravo ad andare al ferro, a giocare in pick and roll e a tirare da tre punti.

## Statistiche

### NBA

#### Stagione regolare
| Anno      | Squadra         | PG  | PT  | MP   | TC%  | 3P%  | TL%  | RP  | AP  | PRP | SP  | PP   |
| --------- | --------------- | --- | --- | ---- | ---- | ---- | ---- | --- | --- | --- | --- | ---- |
| 2008-2009 | Phoenix Suns    | 55  | 1   | 13,2 | 39,3 | 37,0 | 76,9 | 1,9 | 2,0 | 0,5 | 0,1 | 4,5  |
| 2009-2010 | Phoenix Suns    | 80  | 2   | 18,0 | 45,2 | 39,4 | 73,6 | 2,1 | 3,0 | 0,6 | 0,1 | 7,9  |
| 2010-2011 | Phoenix Suns    | 48  | 2   | 17,8 | 42,1 | 27,7 | 60,8 | 1,8 | 3,1 | 0,8 | 0,1 | 7,4  |
| 2010-2011 | Houston Rockets | 22  | 3   | 17,2 | 47,2 | 51,9 | 66,7 | 2,5 | 2,5 | 0,6 | 0,2 | 7,7  |
| 2011-2012 | Houston Rockets | 66  | 28  | 26,5 | 46,2 | 33,7 | 80,5 | 2,5 | 5,3 | 1,3 | 0,2 | 11,7 |
| 2012-2013 | Phoenix Suns    | 77  | 77  | 33,5 | 44,3 | 31,9 | 74,8 | 3,1 | 7,4 | 1,6 | 0,3 | 14,7 |
| 2013-2014 | Phoenix Suns    | 76  | 75  | 35,1 | 50,5 | 40,8 | 76,0 | 3,2 | 5,9 | 1,4 | 0,3 | 20,3 |
| 2014-2015 | Phoenix Suns    | 52  | 52  | 33,4 | 50,1 | 35,5 | 74,6 | 3,6 | 4,1 | 1,0 | 0,2 | 16,2 |
| 2014-2015 | Miami Heat      | 26  | 26  | 34,8 | 50,2 | 32,9 | 80,8 | 3,4 | 5,3 | 1,1 | 0,2 | 16,6 |
| 2015-2016 | Miami Heat      | 72  | 72  | 32,8 | 47,7 | 31,2 | 72,7 | 3,8 | 5,8 | 1,0 | 0,2 | 14,1 |
| 2016-2017 | Miami Heat      | 73  | 73  | 33,7 | 47,5 | 40,5 | 79,0 | 3,8 | 5,8 | 1,2 | 0,2 | 20,3 |
| 2017-2018 | Miami Heat      | 75  | 75  | 31,7 | 45,0 | 37,0 | 80,1 | 4,1 | 4,8 | 0,8 | 0,2 | 17,3 |
| 2018-2019 | Miami Heat      | 36  | 22  | 27,5 | 41,3 | 34,8 | 78,2 | 3,1 | 4,8 | 0,8 | 0,1 | 13,7 |
| 2019-2020 | Miami Heat      | 59  | 3   | 28,2 | 44,1 | 36,7 | 77,6 | 3,2 | 5,1 | 0,7 | 0,2 | 16,2 |
| 2020-2021 | Miami Heat      | 50  | 11  | 26,7 | 43,2 | 37,3 | 82,8 | 3,4 | 4,4 | 0,7 | 0,2 | 13,4 |
| 2021-2022 | Toronto Raptors | 5   | 0   | 17,9 | 38,2 | 28,6 | 100  | 2,8 | 1,8 | 1,0 | 0,2 | 8,0  |
| 2021-2022 | Brooklyn Nets   | 16  | 8   | 25,5 | 37,6 | 24,5 | 73,9 | 3,2 | 4,8 | 0,9 | 0,2 | 7,3  |
| 2022-2023 | Chicago Bulls   | 51  | 0   | 15,4 | 42,5 | 35,2 | 65,9 | 1,4 | 2,7 | 0,2 | 0,1 | 6,4  |
| 2022-2023 | Milwaukee Bucks | 7   | 0   | 11,9 | 38,9 | 41,2 | 100  | 1,7 | 1,7 | 0,3 | 0,0 | 5,6  |
| Carriera  | Carriera        | 946 | 530 | 27,1 | 45,9 | 36,2 | 76,6 | 3,0 | 4,7 | 0,9 | 0,2 | 13,3 |
| All-Star  | All-Star        | 1   | 0   | 11,3 | 33,3 | 0,0  | -    | 4,0 | 1,0 | 0,0 | 0,0 | 2,0  |

#### Play-off
| Anno     | Squadra         | PG | PT | MP   | TC%  | 3P%  | TL%  | RP  | AP  | PRP | SP  | PP   |
| -------- | --------------- | -- | -- | ---- | ---- | ---- | ---- | --- | --- | --- | --- | ---- |
| 2010     | Phoenix Suns    | 16 | 0  | 14,8 | 43,0 | 32,5 | 74,2 | 1,8 | 2,3 | 0,3 | 0,1 | 7,6  |
| 2016     | Miami Heat      | 14 | 14 | 33,7 | 44,2 | 34,8 | 76,7 | 4,9 | 3,9 | 0,4 | 0,2 | 16,5 |
| 2018     | Miami Heat      | 5  | 5  | 31,2 | 46,7 | 38,1 | 68,2 | 2,6 | 4,6 | 1,0 | 0,0 | 18,6 |
| 2020     | Miami Heat      | 17 | 16 | 32,5 | 44,4 | 34,6 | 80,3 | 4,1 | 4,4 | 1,0 | 0,1 | 19,1 |
| 2021     | Miami Heat      | 4  | 2  | 29,0 | 42,6 | 34,6 | 75,0 | 1,8 | 2,8 | 1,0 | 0,5 | 16,0 |
| 2022     | Brooklyn Nets   | 4  | 0  | 19,8 | 56,3 | 33,3 | 100  | 4,5 | 1,5 | 0,8 | 0,0 | 10,5 |
| 2023     | Milwaukee Bucks | 2  | 0  | 3,5  | 0,0  | 0,0  | 100  | 0,0 | 0,5 | 0,0 | 0,0 | 2,0  |
| Carriera | Carriera        | 62 | 37 | 26,1 | 44,6 | 34,4 | 77,1 | 3,3 | 3,3 | 0,6 | 0,1 | 14,2 |

#### Massimi in carriera
- Massimo di punti: 40 vs New Orleans Pelicans (28 febbraio 2014)[28]
- Massimo di rimbalzi: 12 (3 volte)
- Massimo di assist: 18 vs Portland Trail Blazers (19 febbraio 2013)
- Massimo di palle rubate: 5 (5 volte)
- Massimo di stoppate: 3 (2 volte)
- Massimo di minuti giocati: 53 vs Dallas Mavericks (11 aprile 2011)

## Palmarès

### Competizioni nazionali
- Coppa di Slovenia: 1

Union Olimpija: 2008

### Nazionale
- Europei:

 Romania/Finlandia/Israele/Turchia 2017

### Individuale

#### NBA
- NBA All-Star: (2018)

#### Squadra
- NBA Most Improved Player Award (2014)
- Squadre All-NBA: Third Team (2014)

#### Nazionale
- FIBA EuroBasket MVP: 2017